# Villa Clerici

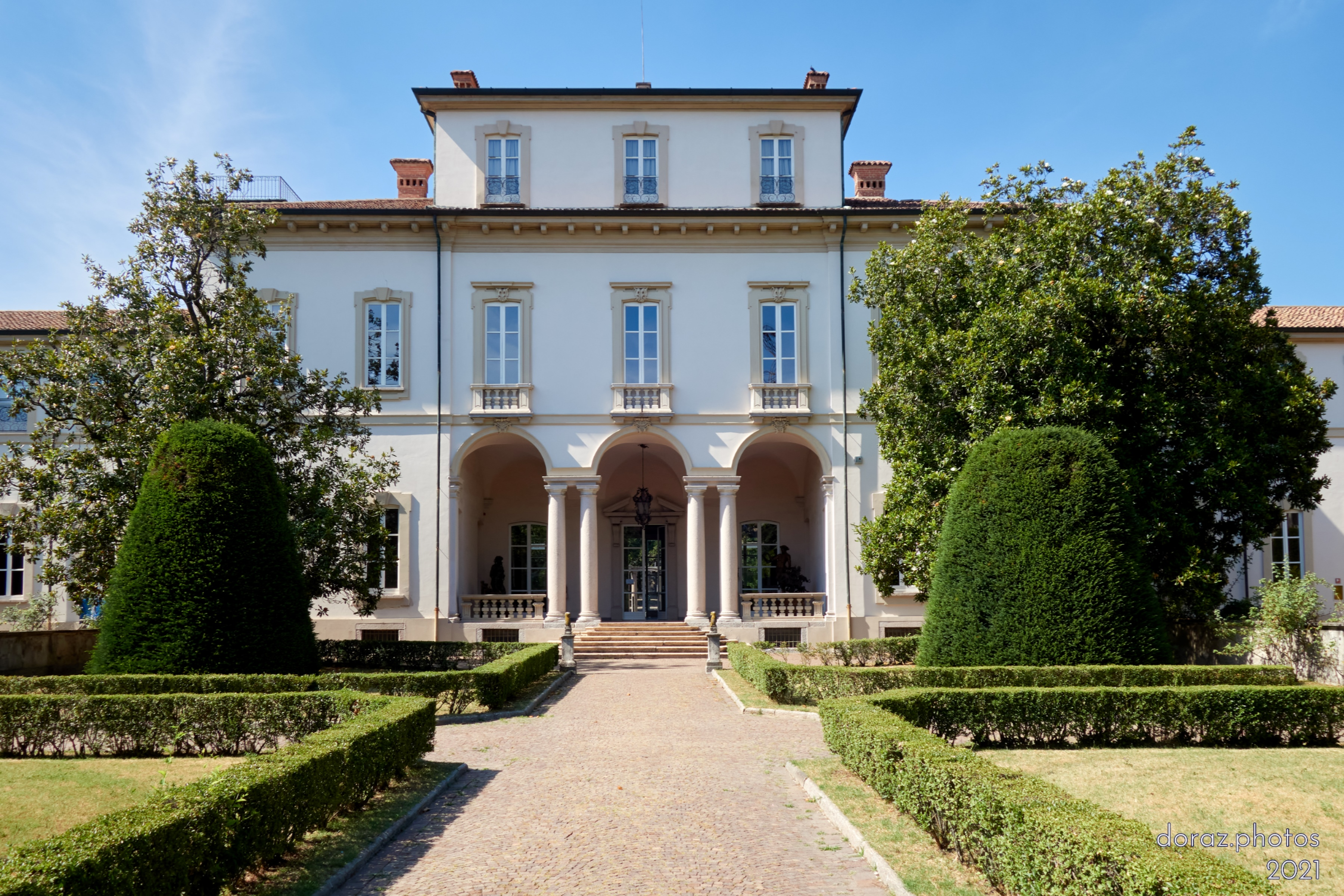
Villa Clerici

Villa Clerici è una villa costruita dall'omonima famiglia nobile milanese. Si trova nel nucleo storico del quartiere Niguarda di Milano.

## Storia
Fu eretta tra il 1722 e 1733, ad opera dell'architetto Francesco Croce, per il committente Anton Giorgio Clerici come villa di delizia.
La famiglia Clerici fu una delle più ricche ed influenti del suo tempo. Proveniente dal comasco, fece fortuna con il commercio della seta e grazie ai diritti ottenuti dalle cariche politiche ricoperte. Oltre a Villa Clerici la famiglia eresse il Palazzo Clerici, nella via omonima a Milano, la Villa Tremezzo (oggi Villa Carlotta) sul lago di Como e il Palazzo Clerici a Cuggiono.
La villa è oggi sede della GASC, Galleria di Arte Sacra dei Contemporanei, che raccoglie più di 130 opere di artisti italiani e stranieri. Al suo interno e nel giardino prospiciente vengono organizzati concerti di musica classica ed iniziative culturali.

## Descrizione
Possiede un ampio giardino all'italiana nella parte frontale con statue e decorazioni ed un ancor più grande spazio verde nella parte posteriore con due anfiteatri per rappresentazioni teatrali.
Nelle due parti laterali del giardino frontale esistono altrettante cappelle. La cappella di destra (guardando la villa), restaurata, è dedicata a Santa Teresa d'Avila. La si raggiunge attraverso un piccolo viale che porta all'ingresso, al cui inizio sono poste due statue, dedicate ai Santi Pietro e Paolo.
La porta d'ingresso della cappella, in bronzo, è dello scultore Enrico Manfrini. All'interno la cupola affrescata è di Luigi Filocamo, mentre la pala d'altare è di Silvio Consadori, di cui si ricorda la pala d'altare "San Martino De Porres in adorazione" del 1962, presso la Basilica di Santa Maria delle Grazie a Milano. La vetrata policroma è di Aldo Carpi.
Degna di nota l'importante cancellata su via Terruggia, coeva con la villa e proveniente dal giardino di villa Litta-Modignani di Affori.

## Galleria d'immagini

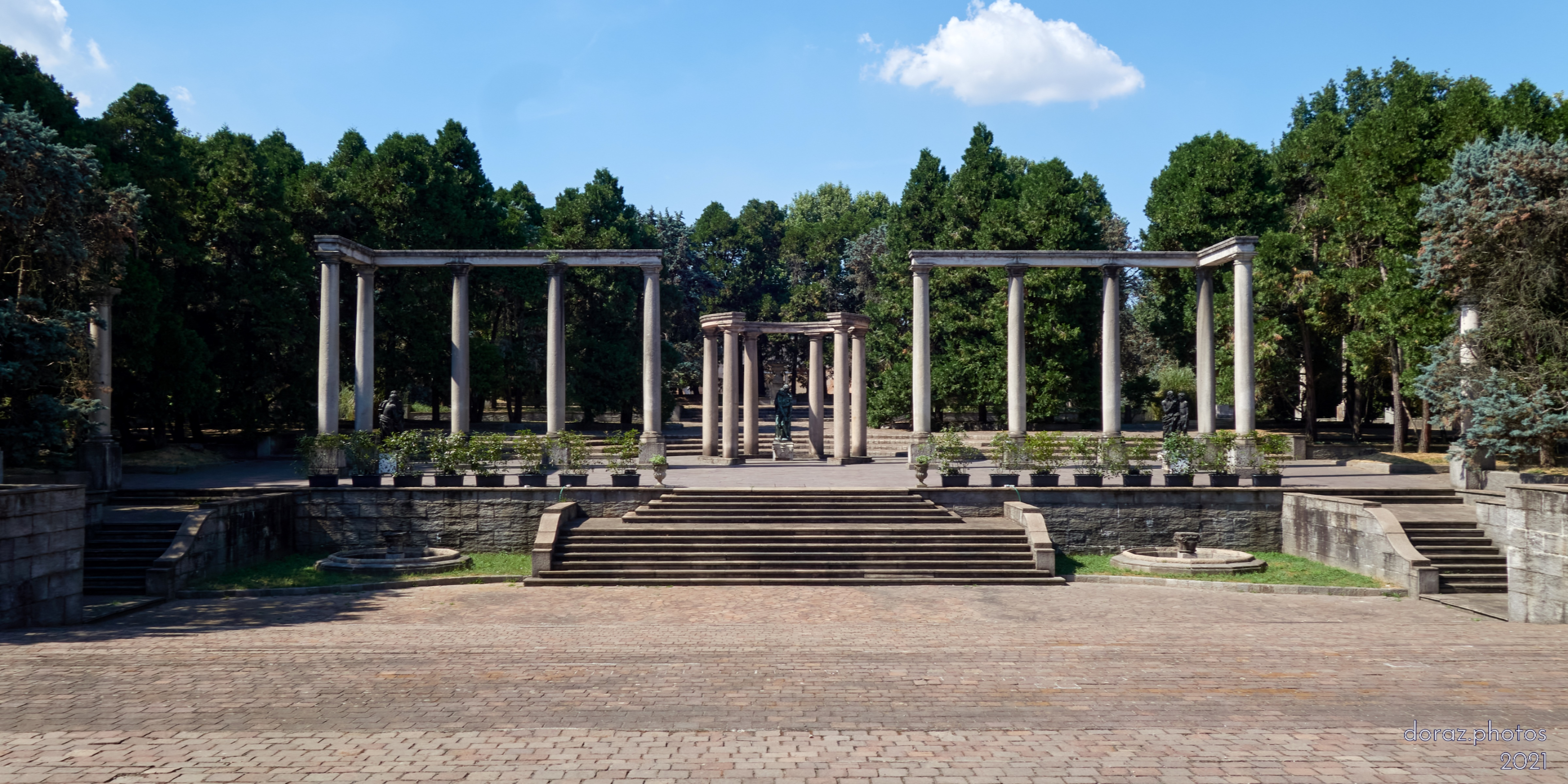
Villa Clerici, parco
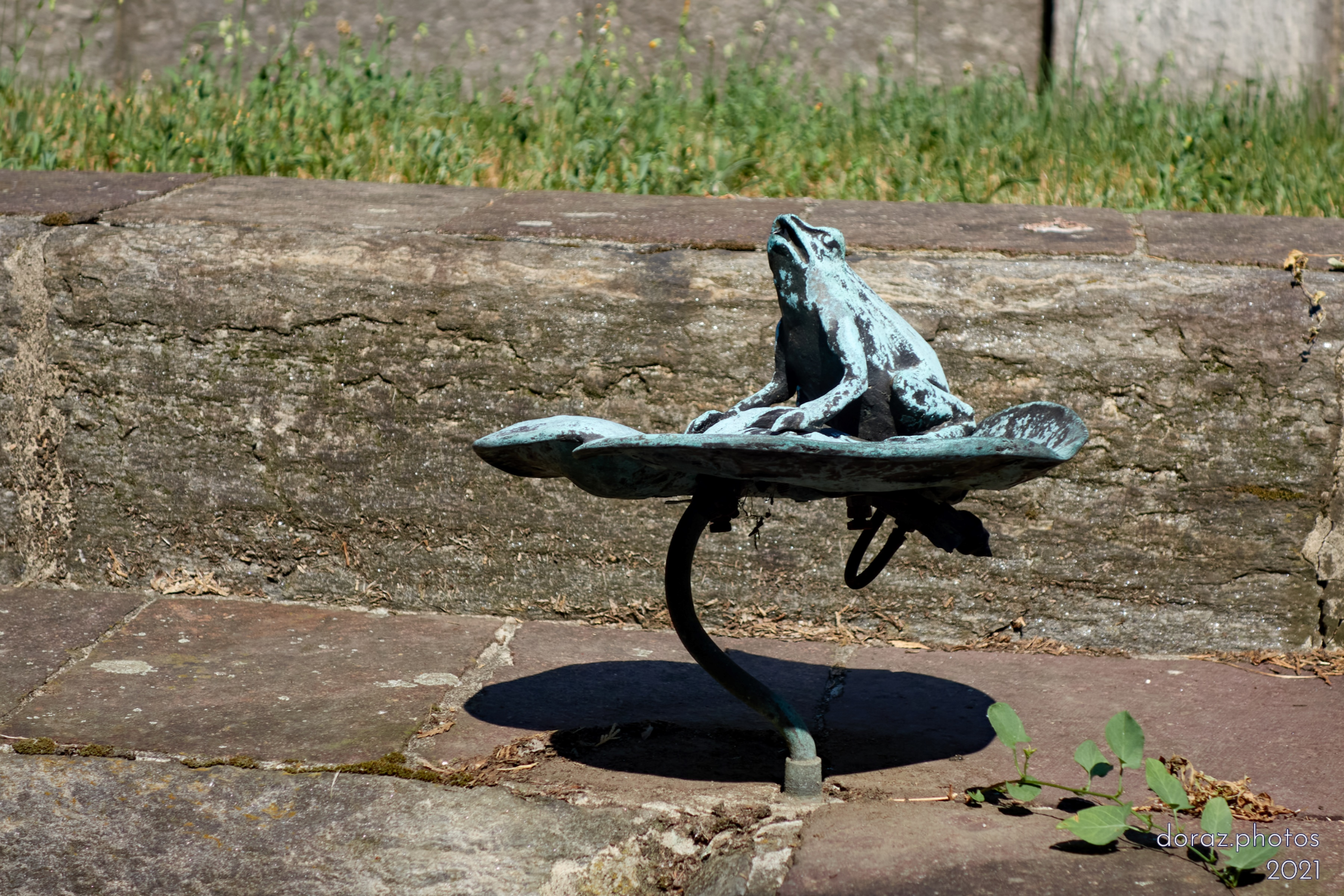
Villa Clerici, rana
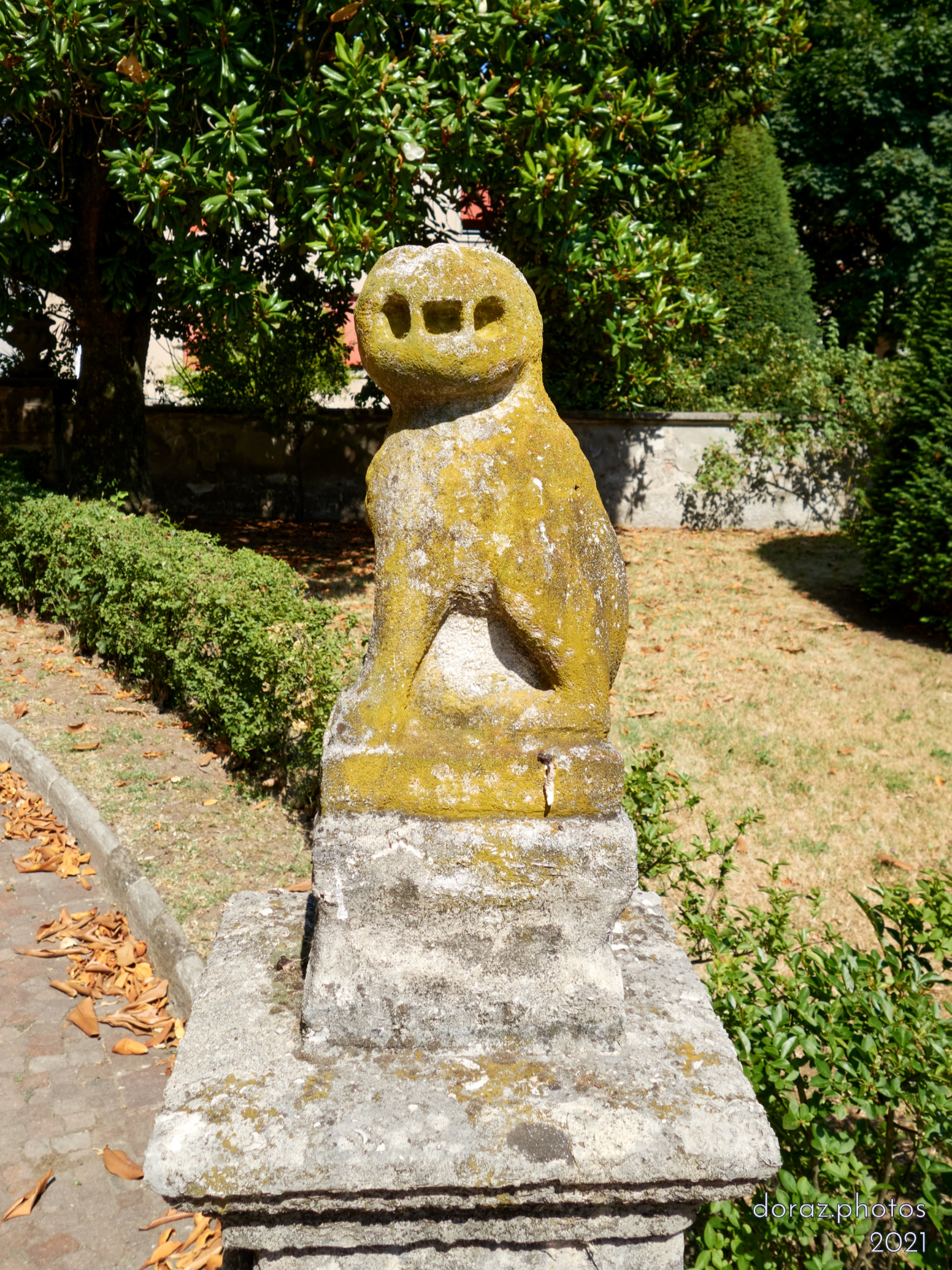
Villa Clerici, scultura